# Shutterbugg
Shutterbugg ist ein Lied des US-amerikanischen Rappers Big Boi und Cutty. Es wurde erstmals am 17. Juni 2010 als erste Single aus seinem Debüt-Soloalbum Sir Lucious Left Foot: The Son of Chico Dusty veröffentlicht. Der Song ist auf dem offiziellen Soundtrack zu NBA 2K11 enthalten und war 2011 für den Grammy Award for Best Rap Performance by a Duo or Group nominiert.

## Hintergrund
Big Boi erklärte gegenüber MTV News, dass er dabei gewesen wäre, seinen Song Sumthin’s Gotta Give zu vollenden, als Lenny Kravitz ihm ausrichtete, dass Scott Storch ihn treffen wollte. Als Sumthin’s Gotta Give fertig war, holte Storch sie ab und spielte in seinem Studio ein Lied in der „lautesten Lautstärke“, die Big Boi jemals gehört hatte, woraufhin dieser mit „Boy, give it to me.“ (deutsch „Junge, gib mir das.“) reagierte. Danach fuhr er nach Atlanta und stellte den Song fertig.
Das Lied benutzt Samples von The Systems You Are in My System und Back to Life (However Do You Want Me) von Soul II Soul.

## Kritiken
Tom Breihan von Pitchfork Media hatte die Meinung, dass der wahre „Held“ des Liedes Scott Storch wäre, der noch nie so etwas hartes produziert hätte. Andy Pareti von noripcord.com meinte, dass Shutterbugg perfekt in Clubs passen würde und bezeichnete es als einen der besten zwei Songs aus seinem Album neben General Patton. Gabe Vodicka von tinymixtapes.com betitelte Shutterbugg unter anderem auch wegen des harten Beats als einen der aufhetzendsten Songs, die er in Jahren hörte und meinte, dass es überall zu hören sein sollte. PopMatters wählte Shutterbugg auf Platz sieben der besten Songs des Jahres 2010, der Rolling Stone auf Platz 14.

## Chartplatzierungen
Der Song erreichte Platz 31 der UK Top 100, insgesamt vier Wochen hatte man einen Platz dort inne. Daneben konnte man eine Woche auf Platz 19 der US-amerikanischen Heatseekers Songs verbringen, in den R&B/Hip-Hop Songs dort war die Höchstplatzierung Platz 60. Vier Wochen blieb man in den Top 100.
| ChartsChartplatzierungen     | Höchstplatzierung | Wochen |
| ---------------------------- | ----------------- | ------ |
| Vereinigtes Königreich (OCC) | 31 (4 Wo.)        | 4      |